# Madame de Maintenon
Madame de Maintenon, nata Françoise d'Aubigné (Niort, 27 novembre 1635 – Saint-Cyr-l'École, 15 aprile 1719), è stata la sposa morganatica di re Luigi XIV di Francia dal 1684 al 1715.

## Biografia

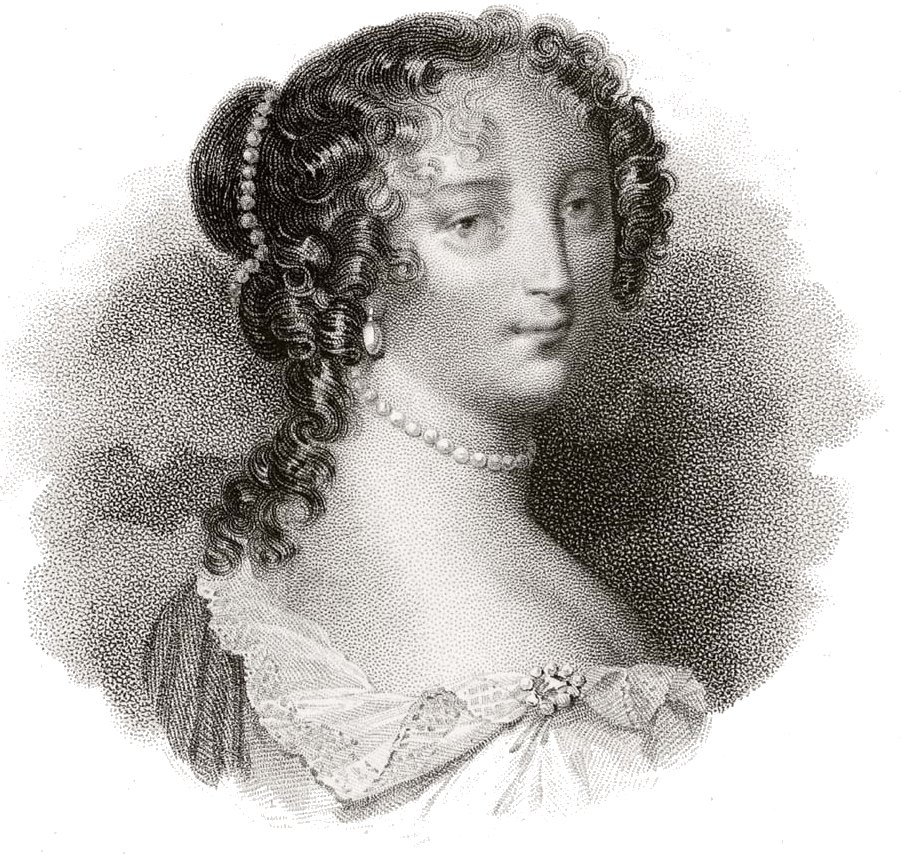
La giovane Françoise d'Aubigné.

### L'infanzia
Françoise d'Aubigné era la figlia di Constant d'Aubigné - egli stesso figlio del celebre poeta ed amico di Enrico IV, Agrippa d'Aubigné - e della sua seconda moglie Jeanne de Cardilhac. Nacque il 27 novembre 1635 nella prigione di Niort, nel carcere dove suo padre era rinchiuso per debiti.
Infatti, dopo aver abiurato alla sua fede protestante nel 1618, assassinato la sua prima moglie e il suo amante nel 1619, poi rapidamente speso la dote della seconda, era sospettato di avere dei rapporti d'affari con gli Inglesi e per questo venne rinchiuso dapprima nella prigione di Bordeaux e poi in quella di Niort.
Fino a che suo padre rimase nella prigione di Niort, la giovane Françoise passò i primi mesi della sua infanzia da Madame de Villette, sua zia ugonotta, al castello di Mursay, a nord di Niort. Passò i sei anni seguenti con i suoi genitori in Martinica, di cui conserverà un ricordo molto forte, trasmesso ai suoi futuri mariti, il poeta burlesco Paul Scarron e il re di Francia Luigi XIV, che decise dal 1674 di intensificare la coltura della canna da zucchero in Martinica e poi a Santo Domingo.
Il nome di suo padre è citato in un primo viaggio un anno prima, quello del 1635 con Pierre Belain d'Esnambuc, fondatore del villaggio di Saint-Pierre in Martinica nel 1635. La coppia partì nel 1636 per Saint-Cristophe, da dove si arriva in Martinica. Françoise visse con i suoi genitori nel villaggio di Prêcheur, il primo dove arrivò d'Esnambuc, vicino a Saint-Pierre, all'estremità nord-ovest della Martinica, esposto agli attacchi incessanti degli Indiani dell'Isola della Dominica.
Ufficialmente, suo padre era governatore della piccola isola di Marie-Galante, ma questo titolo non gli era riconosciuto e lui non aveva i mezzi per valorizzarlo. L'isola era una giungla e doveva in principio essere governata dalla Martinica, anch'essa coperta da nove decimi di foreste, dove Indiani e bucanieri dettavano legge. La famiglia di Françoise sopravviveva nella povertà, mentre le Barbados inglesi vivevano nella ricchezza. Questo soggiorno di sei anni le darà il soprannome di «bella indiana». Stava finendo l'epoca in cui i Martinicani tentavano senza successo d'introdurre la coltura della canna da zucchero. Al suo ritorno in Francia, nel 1647, Françoise apprese la notizia della morte di suo padre, partito nel 1645 cercando di far riconoscere il suo titolo di governatore.
Françoise perse molto presto anche sua madre che viveva nella miseria. Dovette andare dai parenti di suo padre per cercare di recuperare i suoi beni, poi fu di nuovo affidata a sua zia di Niort, Madame de Villette, fervente protestante. La sua madrina, Madame de Neuillant, fervente cattolica, ottenne dalla regina madre Anna d'Austria una lettera per recuperare Françoise e permetterle di praticare il cattolicesimo (in effetti alla sua nascita Madame d'Aubigné era stata battezzata nella religione cattolica) e rinnegare la sua fede calvinista. Fu posta contro la sua volontà nel convento delle Orsoline di Niort, poi in quello delle Orsoline di rue Saint-Jacques a Parigi dove, grazie alla dolcezza e all'affetto di una religiosa, suor Celeste, la giovane rinunciò definitivamente al calvinismo, condizione indispensabile per poter accompagnare Madame de Neuillant nei salotti parigini. Fu in una di queste riunioni mondane che incontrò il cavaliere di Méré, che prese in simpatia quella che nominò "la bella Indiana" e si offrì d'istruirla come conveniva.

### Primo matrimonio

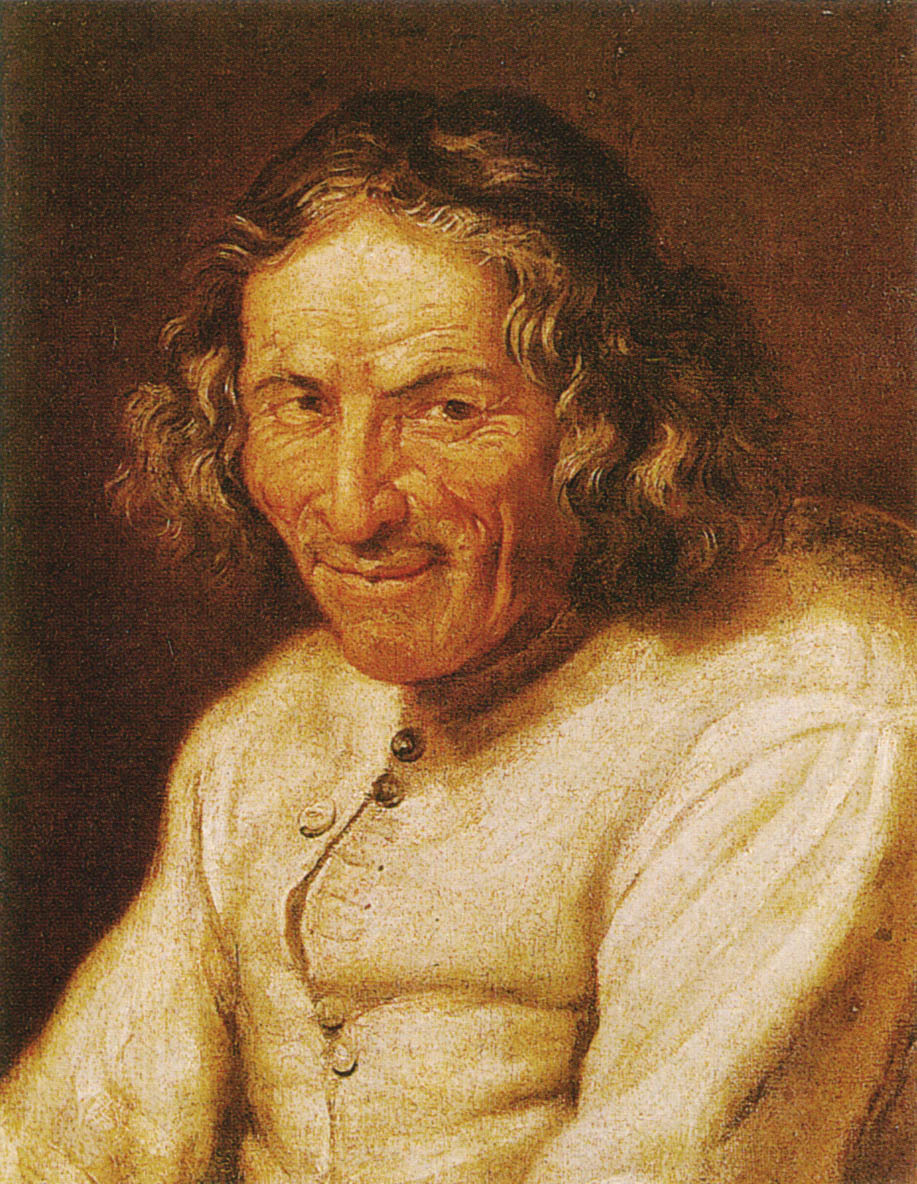
Il poeta Paul Scarron, primo marito di Françoise d'Aubigné.

Quattro anni dopo il suo ritorno in Francia, nell'aprile 1652, all'età di sedici anni, Françoise d'Aubigné, senza un soldo ma bella e saggia, sposò il poeta burlesco Paul Scarron, di venticinque anni più anziano e affetto da gravi infermità fisiche. Letterato e amante delle feste, amico di numerosi artisti, il suo salotto era frequentato dai più prestigiosi nomi della capitale, tra cui, per esempio, il maresciallo César Phébus d'Albret (1614-1676), Louis de Mornay, marchese di Villarceaux (1619-1691), François-Timoléon, abate di Choisy (1644-1724). Scarron propose a una Françoise orfana, molto povera e fragile, di darle una dote per entrare in convento, o di sposarlo. Il contratto di matrimonio concluso il 4 agosto 1652 le riconobbe, per il caso di morte del marito, un dotalizio (rendita) di mille lire e il diritto di prelazione (préciput) su una quota di eredità pari a tremila lire.. "La bella Indiana", come fu spesso chiamata con probabile richiamo a una certa abbronzatura, eredità delle Antille, influenzò la seconda parte dell'opera di Paul Scarron, che in seguito farà frequente riferimento alla necessità di andare nelle Indie e investirà sul serio 3.000 lire in una società di commerci con la Martinica. Per rendere felice la sua giovane sposa, Scarron accettò anche di eliminare battute troppo salaci dalle sue opere.
Madame Scarron divenne l'animatrice del salotto aperto da suo marito, molto frequentato dagli scrittori dell'epoca. Da allora tessé una solida rete di relazioni con figure di primo piano dell'ambiente parigino, tra cui si potevano annoverare Françoise "Athénaïs" de Rochechouart, marchesa di Montespan, Bonne de Pons d'Heudicourt, nipote del maresciallo d'Albret, Madame de La Fayette, Madame de Sévigné, Ninon de Lenclos, e molte altre.
Nel 1660, quando lei aveva venticinque anni, Paul Scarron, che le aveva trasmesso una grande cultura, morì non lasciandole altro che debiti. Dal suo matrimonio, Françoise aveva guadagnato l'arte di piacere e ne conservò e ampliò le relazioni; così, la regina madre Anna d'Austria, sollecitata da amici comuni, accordò alla vedova Scarron una pensione di 2.000 lire. Alla morte della regina madre, la sua pensione fu ristabilita grazie all'intervento di Madame de Montespan, gran dama molto in vista a corte e prossima a divenire maitresse en titre (favorita ufficiale) del re. Le due donne si erano incontrate in casa del maresciallo d'Albret, cugino acquisito di Madame de Montespan e amico intimo di Scarron.
Si è detto che, dopo la morte di suo marito, Françoise fosse divenuta per tre anni l'amante del licenzioso marchese di Villarceaux, e che avesse poi messo fine bruscamente a questa relazione con queste parole: "Non ti voglio più vedere qui o anche altrove per un anno, e poi ci rivedremo come dei vecchi amici, ma la porta della mia camera ti sarà sempre chiusa".. Secondo Antonia Fraser, tuttavia, la notizia appare abbastanza destituita di fondamento, non esistendo alcuna fonte d'epoca in proposito e deponendo in contrario vari indizi, tra cui lo scrupolo con il quale la vedova Scarron badò sempre a tutelare la propria reputazione, fra l'altro scegliendosi, nel 1666, come confessore l'austero abate Gobelin e accettando di seguirne puntualmente le direttive spirituali e di comportamento.

### Al servizio dei figli del re

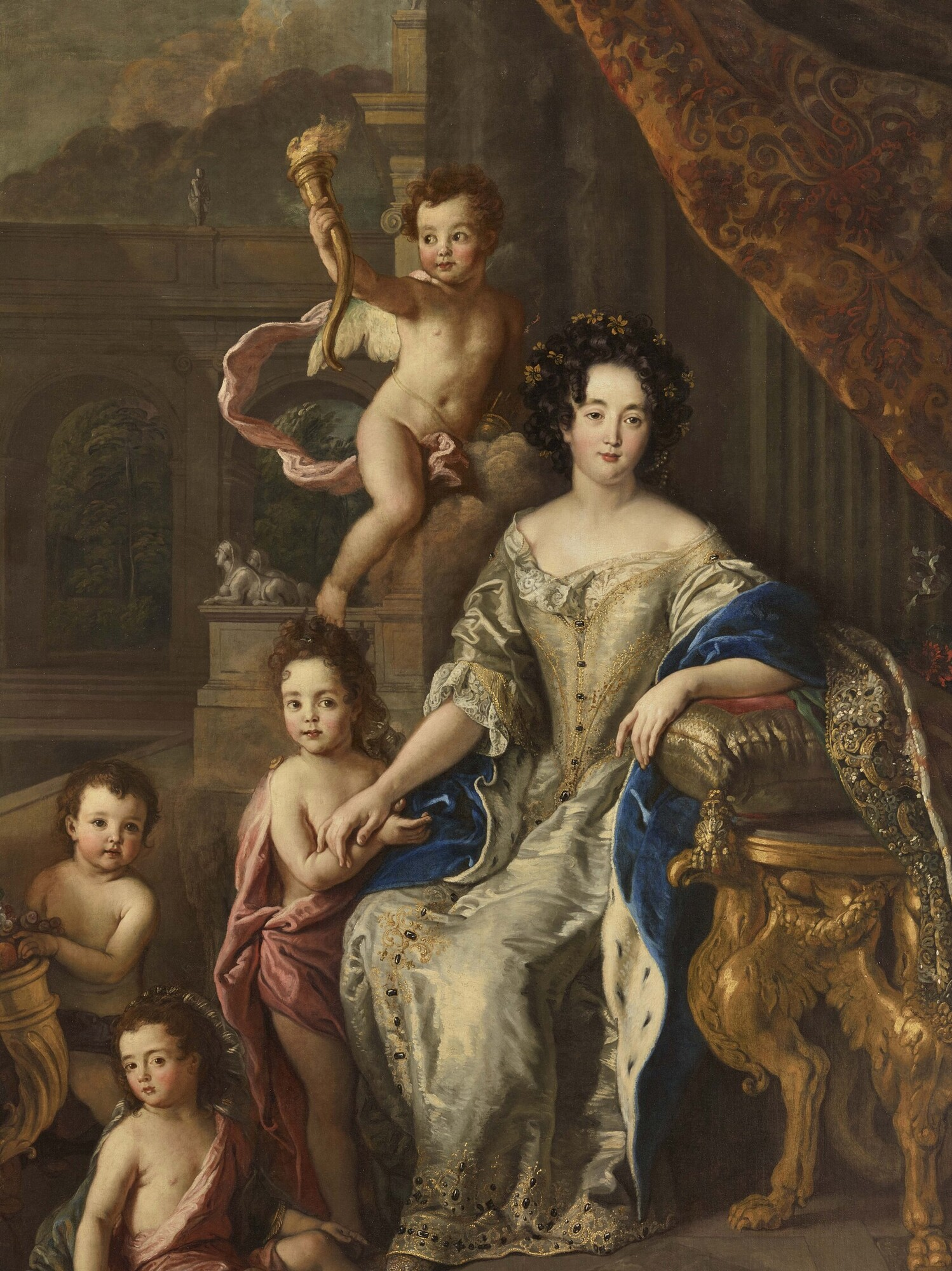
Ritratto presunto di Madame de Montespan e dei suoi figli.

Nel periodo di vedovanza, Françoise aveva avuto occasione di occuparsi spesso della cura di bambini, appartenenti sia alla famiglia sua e del defunto marito, sia alle famiglie altolocate che si era trovata a frequentare e che l'avevano ospitata, tra le quali quella della marchesa d'Heudicourt. Ella aveva dimostrato una vera e propria passione per i bambini in un'epoca in cui "non c'era alcun sentimentalismo" nei loro confronti. Questo fu forse tra i motivi che, su consiglio di Madame d'Heudicourt, indussero la nuova amante del re, Madame de Montespan, a chiederle di diventare la governante segreta dei figli illegittimi che andava concependo con il sovrano e la cui esistenza doveva essere tenuta riservata per evitare problemi da parte del marchese di Montespan che era ancora legalmente suo marito. La vedova Scarron le piaceva anche per il suo spirito, per la reputazione che l'accompagnava, per la discrezione e l'affidabilità che la caratterizzavano. Ottenuto il consenso del suo confessore, Françoise accettò l'incarico e s'installò in prossimità della capitale in un grande alloggio nel villaggio di Vaugirard, dove visse nella più grande discrezione e dove incontrò per la prima volta il re in occasione delle sue visite in incognito ai bambini.
La prima figlia, nata nel 1669 e destinata a morire a tre anni di età, era già stata affidata ad altra persona, «ma il secondo, il duca del Maine, le fu messo tra le braccia appena nato e così pure, a un ritmo quasi annuale, il conte di Vexin, Mademoiselle de Nantes e Mademoiselle de Tours». Il re, che era molto affezionato ai suoi figli naturali, notò l'attenzione materna di cui la vedova Scarron circondava i suoi piccoli protetti. Molti anni più tardi Madame de Caylus, parente e praticamente figlia adottiva di Françoise, avrebbe raccontato che, dopo la morte del primo dei figli avuti dalla Montespan, il re si era accorto del sincero dolore della governante, apparentemente più profondo di quello della stessa madre, e avrebbe pronunciato queste parole: "Come sa amare bene, sarebbe un piacere essere amato da lei".

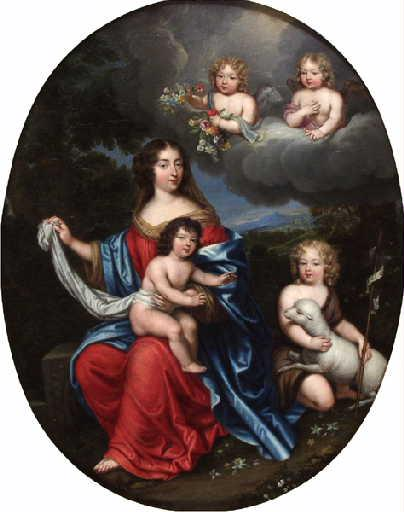
Madame de Maintenon e due figli di Madame de Montespan.

La vedova Scarron riapparve alla corte nel 1674 dopo la legittimazione dei figli naturali del re, ma, nel suo ruolo di governante, dovette affrontare crescenti problemi d'incompatibilità con la capricciosa Madame de Montespan, cosicché chiese di poter rinunciare all'incarico, minacciando perfino di farsi suora. Per convincerla a restare, il re le fece allora dono di un'ingente gratifica straordinaria: grazie ad essa, Françoise poté acquistare, alla fine dello stesso anno 1674, il Castello di Maintenon e i relativi diritti dal marchese Charles François d'Angennes (1648-1691), che, in cambio della sua rinuncia al titolo, ricevette dal governo mano libera per cercare fortuna nelle Antille, dandosi inizialmente alla filibusta, ottenendo quindi la carica di governatore di Marie-Galante (quella stessa che tanto aveva allettato il padre di Françoise) e divenendo infine il più ricco piantatore della Martinica. Il re autorizzò inizialmente Françoise ad assumere il semplice appellativo di "Madame de Maintenon", poi, essendo il titolo marchionale rimasto disponibile per la rinuncia di d'Angennes, le conferì l'investitura di marchesa. I bambini, all'inizio allevati a Vaugirard, furono trasferiti e crebbero nella nuova tenuta della loro governante. Al duca del Maine, affetto fin dalla tenera età da zoppia e quindi un po' bistrattato dalla madre, ella resterà legata per tutta la vita da un amore "fuor di misura", quasi fosse una sorta di sostituto del figlio proprio che non aveva mai avuto.
Anche se si conoscevano dal 1669, il re non sembrò inizialmente apprezzare in maniera particolare la vedova Scarron, ma finì poi per abituarsi a lei e le si attaccò sempre di più a partire da quando parve mostrare un dolore «più vivo di quello di Madame de Montespan» nella già accennata occasione della morte della maggiore delle loro figlie. In seguito, nel 1675, la vedova insisté molto, contro i pregiudizi della Montespan, per portare in cura nella località termale di Barèges sui Pirenei, il piccolo duca di Maine allora incapace di stare in piedi autonomamente. Nel mese di ottobre, dopo molti mesi di cura, la Scarron poté permettersi di ripresentarsi a corte facendo «il suo ingresso trionfale nella camera del re a Saint-Germain-en-Laye, tenendo per mano il suo "Mignon" finalmente in grado di camminare da solo.» Da allora, tutto si accelerò, la sua popolarità crebbe, Luigi XIV le conferì il ruolo di seconda dame d'atours della delfina Maria Anna di Baviera l'8 gennaio 1680, e formò con il re la vera coppia di genitori dei bastardi, che il maggiore, il duca di Maine, amava moltissimo, secondo le cronache.

### Il matrimonio con il Re Sole

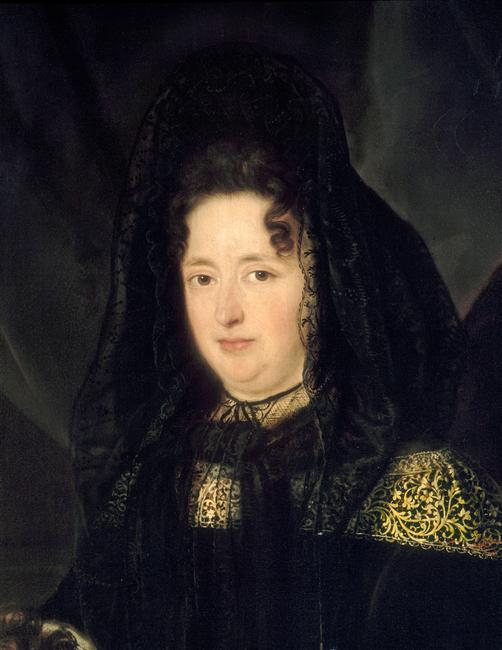
Madame de Maintenon (particolare di un dipinto di Louis Ferdinand Elle il giovane)

Caduta progressivamente in disgrazia Madame de Montespan, a causa del suo coinvolgimento nell'affare dei veleni, e morta la regina Maria Teresa nel 1683, il re decise di sancire il fatto che lui e Madame de Maintenon erano la vera coppia parentale dei figli della Montespan. Fece così di Madame de Maintenon la propria moglie "segreta" (secondo la terminologia utilizzata allora in Francia per il matrimonio morganatico), sposandola con una cerimonia riservata nella notte fra il 9 e il 10 ottobre. Il matrimonio restò effettivamente segreto per un po', ma in seguito la corte cominciò a mormorare. Ezechiel Spanheim, ambasciatore del Brandeburgo, scriveva:
Luigi XIV aveva allora 45 anni, Madame de Maintenon 48, si dice che il re da allora non abbia più condiviso il letto con nessun'altra donna.
Le fu attribuita una grande influenza sul re e sulla corte, fatta di rigore e di austerità. A questa influenza si disse dovuta la revoca dell'Editto di Nantes nel 1685, che, provocando l'esodo massiccio dei protestanti e dei loro capitali, ebbe per effetto la rovina delle finanze e dell'economia francesi, e lo scoppio della Guerra di successione spagnola nel 1701.
Benché sia stata accusata di essere causa di ogni male e abbia indubbiamente imposto alla corte un clima di devozione e di rigore, gli storici ancora s'interrogano circa il suo effettivo ruolo e il peso della sua influenza sul Re.
Memore delle proprie sciagure giovanili, nel 1686 fondò a Sant-Cyr (divenuta poi per ciò Saint-Cyr-l'École), la Maison royale de Saint-Louis (dove venne poi sepolta), un collegio dove fanciulle nobili e povere venivano educate in vista del matrimonio e del loro futuro nel mondo. Con la Rivoluzione il collegio fu trasformato in scuola per i figli degli ufficiali (1790-1793), poi in ospedale militare (fino al 1808), poi divenne la Scuola speciale militare di Saint-Cyr.
Gli ultimi 30 anni della vita di madame de Maintenon furono consacrati all'istituzione che aveva creato e alla salvezza delle anime, in particolare di quella del re. Tre giorni prima della morte del re, avvenuta nel 1715, si ritirò a Saint-Cyr, dove restò fino al proprio decesso, nel 1719.

## Epitaffio
Ormai vecchia, dettò lei stessa un geniale epitaffio della propria vita, a mo' di drappo trionfale lanciato su pettegolezzi e invidie sconfitte:
(Madame de Maintenon)

## Madame de Maintenon nelle arti

### Nella letteratura
- Madame de Maintenon è brevemente menzionata nel romanzo Vent'anni dopo di Alexandre Dumas. Lei conversa con Raoul, il fittizio Visconte di Bragelonne, alla festa dell'Abate Scarron.
- Madame de Maintenon è presente nel romanzo I profughi di Arthur Conan Doyle, nel quale è inclusa la storia del suo matrimonio col re celebrato a mezzanotte.
- F. Scott Fitzgerald fa riferimento a Madame de Maintenon in Il grande Gatsby nel descrivere "Ella Kaye, la giornalista", che apparentemente uccide la figura paterna di Gatsby, Dan Cody.[21]
- Madame de Maintenon compare nei romanzi Angelica la Marchesa degli Angeli, Angelica sulla via di Versailles e Angelica e l'amore del re di Anne e Serge Golon.
- Madame de Maintenon compare nel romanzo All'ombra del Re Sole di Françoise Chandernagor, nel quale racconta la sua vita ad una studentessa di Saint Cyr.

### Nei film
| Anno      | Film                                                                                       | Attrice           | Note                                                          |
| --------- | ------------------------------------------------------------------------------------------ | ----------------- | ------------------------------------------------------------- |
| 1954      | Versailles (Si Versailles m'était conté)                                                   | Mary Marquet      |                                                               |
| 2000      | Saint-Cyr                                                                                  | Isabelle Huppert  | Dal romanzo Saint-Cyr: La Maison d'Esther di Yves Dangerfield |
| 2000      | Le roi danse                                                                               | Valérie Gabriel   |                                                               |
| 2004      | Il mistero di Julie (Julie, chevalier de Maupin)                                           | Marisa Berenson   | Miniserie televisiva                                          |
| 2005      | "Die Geliebte des Königs", episodio della miniserie Amanti - Il potere segreto delle donne | Christina Grosse  |                                                               |
| 2006      | Le roi soleil                                                                              | Cathialine Andria |                                                               |
| 2008      | Luigi XIV - Il sogno di un Re (Versailles, le rêve d'un roi)                               | Florence Huige    | Film televisivo                                               |
| 2015-2018 | Versailles (Versailles)                                                                    | Catherine Walker  | Serie televisiva                                              |
| 2016      | "King Louis XIV", episodio della serie The Crossroads of History                           | Elizabeth Shapiro |                                                               |
| 2016      | La Mort de Louis XIV                                                                       | Irène Silvagni    |                                                               |

## Nella cultura popolare
Il personaggio di Madame de Maintenon viene ricordato soprattutto per la sua fede e dedizione, per essere stata una donna discreta e pia. Dall'uscita della serie televisiva franco-canadese Versailles (2015), di cui Madame è tra le protagoniste dalla seconda stagione in poi, il suo personaggio gode di rinnovata popolarità.